# Сентрум (Гаага)
Сентрум (нід. Centrum) — найстаріший з районів Гааги. Є другим за кількістю населення, станом на 2020 в районі проживали 106 456 людей. Район зазвичай поділяють на вісім різних нейборгудів.

## Віллемспарк
Віллемспарк (нід. Willemspark) було збудовано наприкінці 19 століття. В південно-західній частині розташоване Єврейське кладовище закладене в 1694 році. Пізніше біля нього були збудовані Римо-Католицьке та світське кладовища. В цій частині міста знаходяться багато широких вулиць та великих будівель, втім є і більш скромні будівлі. Багато старих великих будівель нині використовуються як офіси, зокрема будинки на Насауплейн, Конінгіннеграхт та Лаан Копес ван Каттенбург. На півдні району розташовані новозбудовані офіси, головний поліцейський відділок та Національний Інвестиційний Банк (нід. Nationale Investeringsbank).

## Уде Сентрум

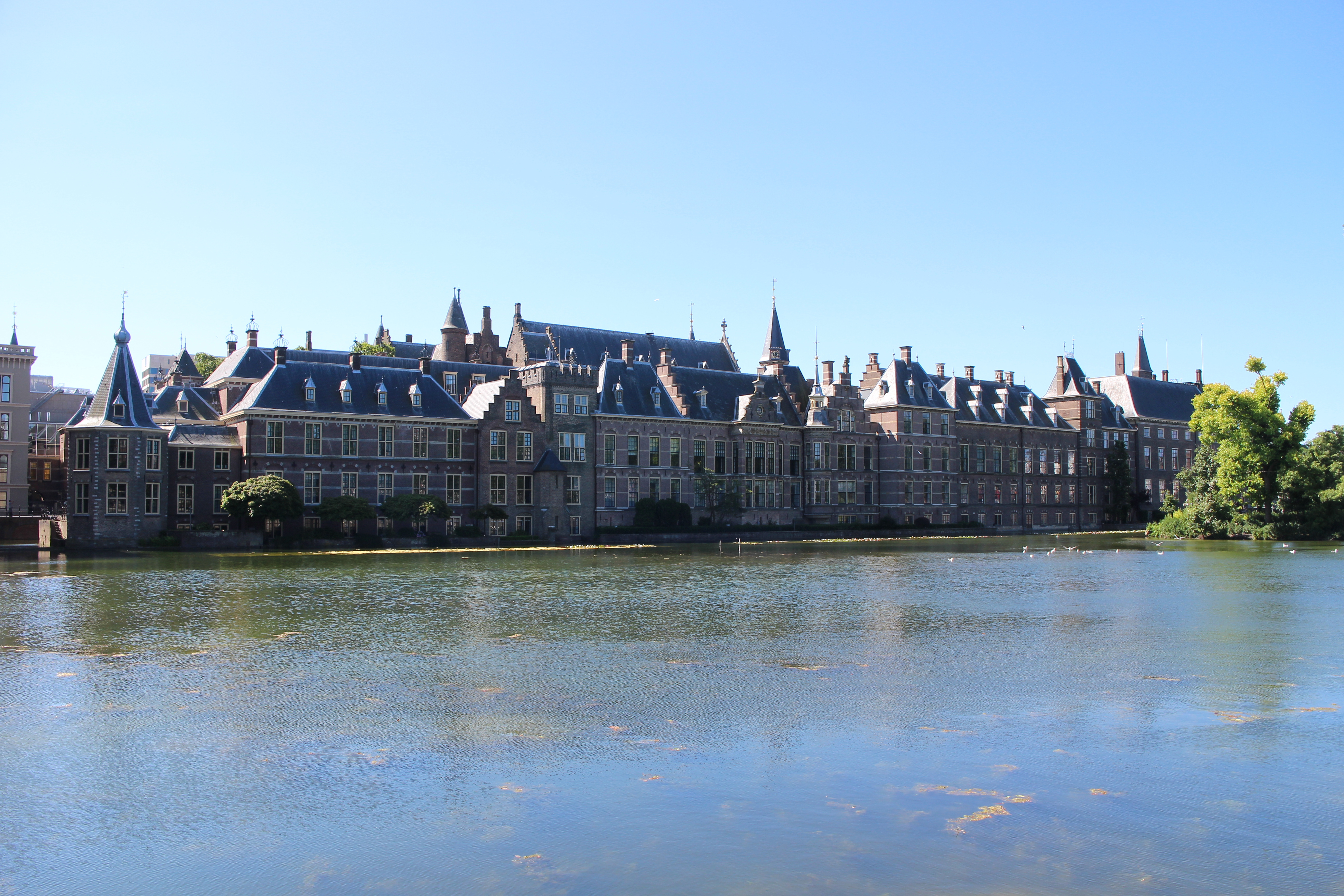
Бінненгоф

Уде Сентрум (нід. Oude Centrum) є серцем міста, в ньому знаходяться Бінненгоф, Хоффайвер, Палац Нордейнде, Мауріцгейс а також будівля міської ради. Історичність цієї частини міста добре відображена в архітектурі, тут можна знайти як будівлі доби Ренесансу 17 століття так і експресіоністські будівлі 20 століття.

### Кортенбос
Кортенбос (нід. Kortenbos) було засновано в Середньовіччі. У 18 та 19 столітті в районі жило багато робітників та бідняків. Саме тут у 1872 році відбувся Гаазький конгрес Першого Інтернаціоналу відомий тим що на ньому з лав організації було виключено Михайла Бакуніна. З 1881 по 1974 в цьому районі знаходилась Південно-Голландська Броварня (нід. Zuid-Hollandsche Bierbrouwrrij). На початку 20 століття значну частину старої забудови було знесено щоб звільнити місце для нових багатоквартирних та комунальних будинків.

### Ейлебомен
Ейлебомен (нід. Uilebomen) відомий тим що саме тут, за адресою Флювелен Бургвал 18, в квітні 1782 року Джон Адамс відкрив перше посольство США в Нідерландах. Нині на місці цієї будівлі багатоповерховий будинок.

## Схілдерсвайк

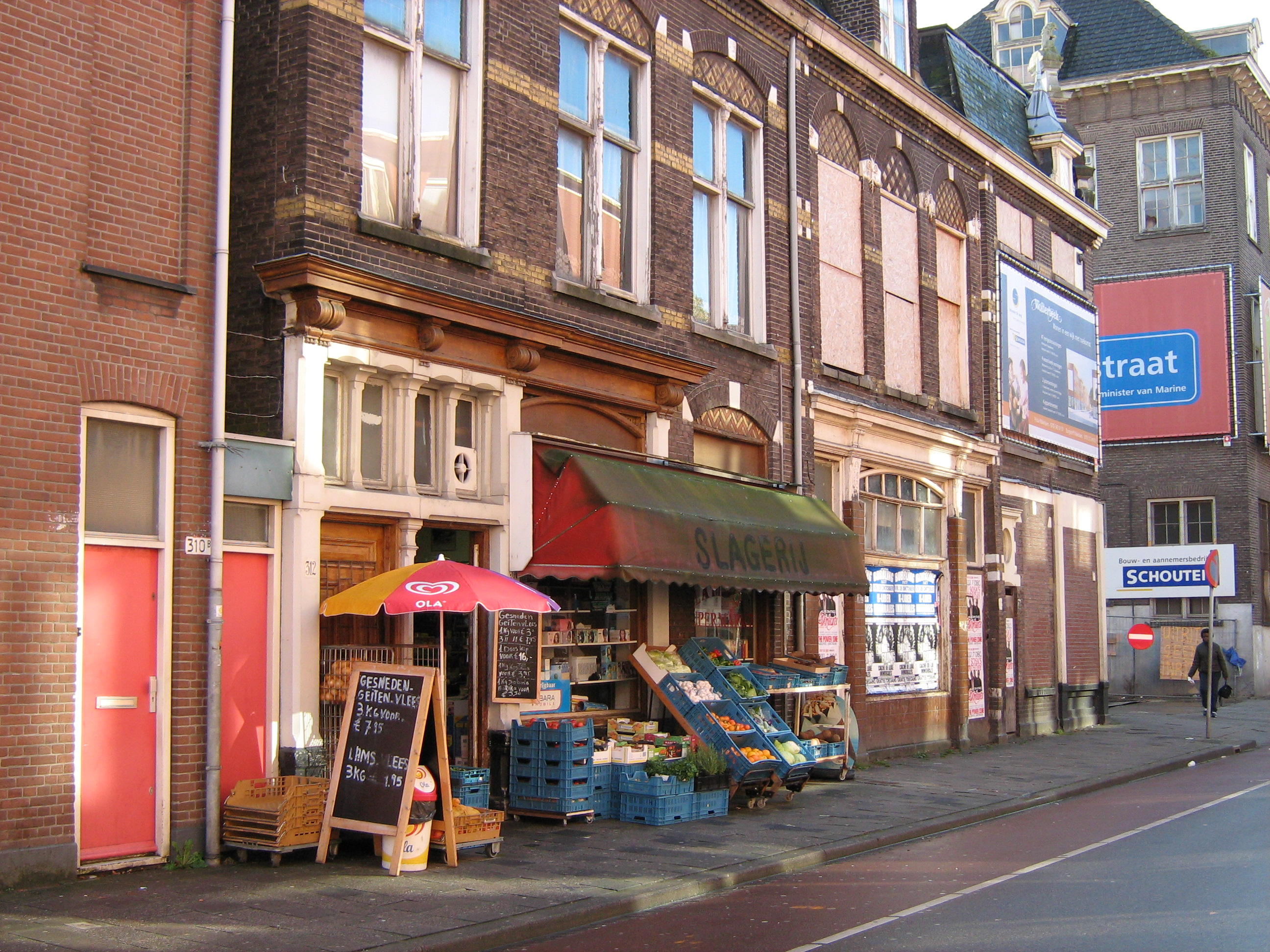
Схілдерсвайк

Схілдерсвайк (нід. Schilderswijk) називається так через те що всі вулиці цього нейборгуду названо на честь художників (нід. Schilders). Є одним з найбідніших місць в Нідерландах. Станом на 2017 рік, 66,1 % його жителів отримували низький дохід. 91,4 % жителів є мігрантами, в основному турецького, марокканського та суринамського походження. Тут знаходиться міський ринок.

## Стасіонсбюрт
Стасіонсбюрт (нід. Stationsbuurt) було розбудовано наприкінці 19 століття, втім мало будівель вціліло з тих часів і нині в районі переважають будівлі 70-х та 80-х років збудованих рамках масштабної реновації що почалась в 1975 році. Пізніша реновація 2000 року приділила більше уваги збереженню старих будівель, як от на площі Ораньє. В цьому нейборхуді знаходиться багато офісів, в першу чергу через близькість до вокзалу Холандс Споор.

## Трансвааль
Трансвааль (нід. Transvaal) є мультикультурним нейборгудом, близько 90 % населення тут є мігрантами, в основному марокканського, турецького та суринамського походження. Жителі Трансваалю не заможні. 62.6 % його жителів отримують низький дохід. В 2002 розпочалась масштабна реконструкція району. Окрім знесення старих будинків та зведення нових, в нейборгуді було реконструйовано місцеві пам'ятки, такі як колишні бані та церкву святої Юліани. В 2007 Голландський уряд включив Трансвааль до списку 40 пріоритетних нейборгудів. У зв'язку з цим було розроблено план розвитку на десятиліття.

## Зеехелденквартіер

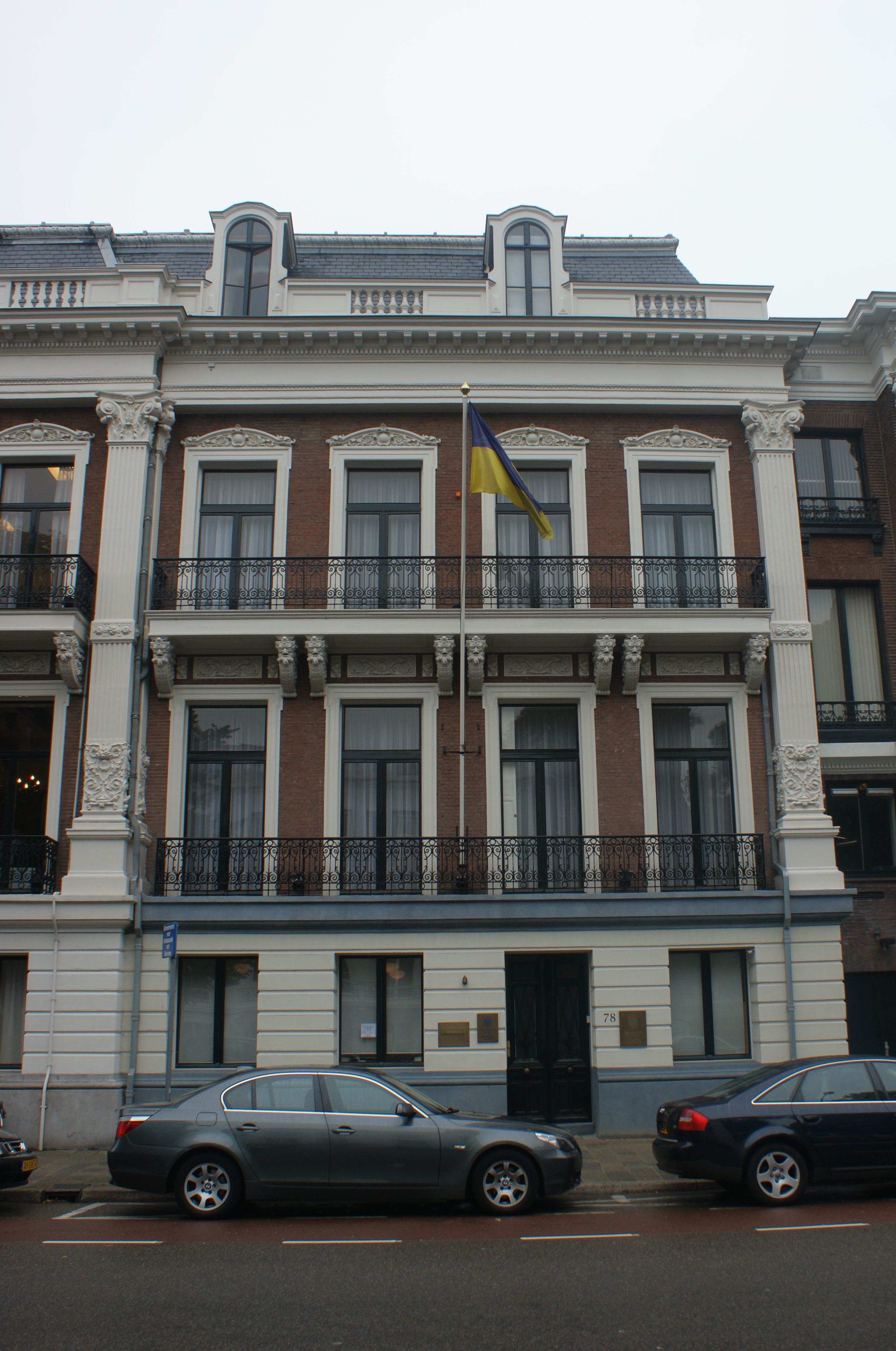
Посольство України в Нідерландах

На фоні стрімко зростаючої кількості населення в часи Промислової революції, влада Гааги ухвалила рішення закласти в районі Віллемспарку новий нейборгуд, ним став Зеехелденквартіер (нід. Zeeheldenkwartier). Нині в цій частині міста розташовується багато дипломатичних представництв, в тому числі і Посольство України в Нідерландах.

## Грунте ен Фрутмаркт
Вперше район Ґрунте ен Фрутмаркт (нід. Groente- en Fruitmarkt) почали забудовувати в 1920-х роках коли тут збудували школу-інтернат. Пізніше в 1932 сюди переїхав ринок оптової торгівлі овочами та фруктами який і дав назву цій місцевості. На початку 1990-х ринок переїхав до Лейдсендаму.

## Індіше Бюрт
Індіше Бюрт (нід. Indische Buurt) виник між 1860 та 1890 роками на колишній території маєтку Дяунвейде. У цій частині міста збереглось багато будівель в стилі неоренесансу який був дуже популярним в Нідерландах в кінці 19 століття.